# قانون المصلحة العامة
يشير قانون المصلحة العامة إلى الممارسات القانونية المتخذة لمساعدة الفقراء أو المهمشين، أو لإحداث تغيير في السياسات الاجتماعية من أجل المصلحة العامة، بشروط «غير هادفة للربح»
إنها ليست مجموعة قانونية أو مجالًا قانونيًا.  بدلا من ذلك، فإنه يشير إلى العملاء الذين يمثلونهم.  فبدلاً من خدمة المصالح الاقتصادية القوية، فهي تدعم مناصرة الأفراد الأقل تمثيلا أو المعرضين للخطر، وخاصة أولئك الذين يعيشون في فقر.  وقد نمت لتشمل نطاقًا أوسع من الأنشطة، وعادة ما يكون مجال غير المحامين مثل الحقوق المدنية، والحريات المدنية، وحقوق المرأة، وحقوق المستهلك، وحماية البيئة، وما إلى ذلك. ومع ذلك، تظل الأخلاقيات المشتركة لمحامي المصلحة العامة في عدد متزايد من البلدان «النضال من أجل الرجل الصغير».

## حسب الاختصاص

### أوروبا الوسطى والشرقية
في نهاية الفترة الشيوعية في أوائل التسعينيات، كانت النظم القانونية الوطنية لأوروبا الوسطى والشرقية لا تزال في مرحلة التكوين.  جاء أهم مصدر للسلطة القانونية لمجموعات حقوق الإنسان الجديدة من خارج المنطقة: مجلس أوروبا، بالاتفاقية الأوروبية لحقوق الإنسان، والمحكمة الأوروبية لحقوق الإنسان.
بمرور الوقت، في منتصف التسعينيات، أصبحت التجارب الأمريكية أكثر أهمية.  أصبح شرط مجلس أوروبا الأساسي الذي يقضي بأن يستخدم المحامون محاكم بلادهم أولاً في التماس سبل الانتصاف القانونية قبل اللجوء إلى الهيئات الأوروبية تدريجياً أكثر من مجرد ممارسة شكلية، وبدأت منظمات المجتمع المدني في استخدام الوسائل المحلية للتقاضي بشكل أكثر فعالية.  ولكن بحلول الوقت الذي أصبح فيه النشطاء المحليون مستعدين للنظر في فائدة التقاضي بشأن التأثير، وقضايا الاختبار، والتكتيكات الأخرى المألوفة من التجربة الأمريكية، فقد فهموا بالفعل أن سلاحهم التكتيكي النهائي في أي جزء من التقاضي هو استخدام التهديد أو الواقع  قرار مؤيد في المحكمة الأوروبية لحقوق الإنسان.  مع وضع هذه الخلفية في الاعتبار، كان من المنطقي لمروّجي قانون المصلحة العامة في أوروبا الوسطى والشرقية التحدث عن «التقاضي الاستراتيجي» أكثر من الحديث عن دعاوى المصلحة العامة.  إن استخدام أداة المحكمة الأوروبية لحقوق الإنسان يتطلب بشكل فعال نهجا استراتيجيا.  لم يكن من المرجح أن تحصل جميع قضايا حقوق الإنسان على حكم مؤيد؛  يمكن أن يؤدي الحكم السلبي إلى مزيد من الضرر لقضية حقوق الإنسان أكثر من عدم وجود حكم على الإطلاق.  كان لدى المحكمة الأوروبية قانون سوابق قضائي غني يمكن أن يوفر أدلة على كيفية الفصل في قضية مستقبلية، وهناك جوانب إجرائية، مثل شرط استنفاد سبل الانتصاف المحلية، للنظر فيها.
كان الدرس الأساسي من تجربة الولايات المتحدة للناشطين المحليين هو كيف يمكن استخدام المحاكم بشكل فعال كأداة لمشاركة المجتمع المدني في الحكم.

### إيطاليا
كانت التغييرات التي أدخلت على قانون الانتخابات الإيطالي من 2014 إلى 2017 «ناجمة عن أفعال ولدت من أسفل (...) نتيجة لعمل منهجي ومدروس ومنسق. وقد أظهرها أساتذة الجامعات والقانون الدستوري والانتخابي-  صُنّاع، وبرلمانيون وممثلون منتخبون آخرون (...)، وممثلو المجتمع المدني والمواطنون العاديون. أسمائهم، كناخبين، وفي أكثر من عشرين مرافعة تمهيدية (اقتباسات أو طعون)»، وكلهم قدموا مجانًا.

### الصين
قانون المصلحة العامة (公益 法) هو مصطلح مقبول في الصين، وحيث لا تزال المؤسسات الأساسية التي تدعم سيادة القانون وليدة للغاية.  لا يوجد في الصين نظام قانون عام يُتوقع من المحامين فيه أن يلعبوا دورًا رئيسيًا في «سن القانون».  ومع ذلك، فقد حظي مجتمع المحامين الصغير والفعال بقبول دعاوى المصلحة العامة كوسيلة مشروعة لحل القضايا الاجتماعية والمساهمة في مجتمع متناغم، وقد حسنت الجهات الفاعلة غير الحكومية بشكل كبير إنفاذ حقوق العمال المهاجرين والنساء والأطفال.  وأولئك الذين يعانون من التدهور البيئي، ومن بين أمور أخرى.  على سبيل المثال رفع محامو المصلحة العامة في الصين دعاوى قضائية في المحكمة بنجاح ضد التحرش الجنسي في مكان العمل والحبس القسري للأشخاص الأصحاء في مستشفيات الأمراض العقلية.
يعتقد الإصلاحيون الصينيون أن أحد السبل للإسراع في تطوير قانون المصلحة العامة هو تنفيذ قاعدة دائمة للجمعيات يمكن للمنظمات من خلالها التحريض على دعاوى قضائية لحماية مصالح أعضائها.  حاليًا، [متى؟] يخضع قانون الإجراءات المدنية الصيني للمراجعة.  من شأن أحد التعديلات المقترحة أن يخلق شكلاً من أشكال المكانة النقابية.  من الناحية النظرية، وسيمنح القانون الجديد للمنظمات غير الحكومية المحلية سلطة رفع دعاوى قضائية باسمها نيابة عن أعضائها، ولكن التعديل المقترح أثار جدلاً حماسيًا ومصيره غير واضح.

### هونج كونج
قانون المصلحة العامة في هونغ كونغ مجال ناشئ.  الوسيلة الرئيسية لمتابعة دعاوى المصلحة العامة هي المراجعة القضائية.
هذه هي العملية التي يتم من خلالها الطعن في قرارات الحكومة في المحاكم.  كان هناك ارتفاع في قضايا المراجعة القضائية منذ عام 2000. تعتبر القضايا البيئية  وحقوق الأقليات  من بين المجالات الأكثر تقاضيًا.
من بين الرواد في قانون المصلحة العامة في هونغ كونغ باميلا بيكر.  في أواخر الثمانينيات، ورفعت دعوى قضائية في سلسلة من القضايا التاريخية في قاعة المحكمة تتحدى معاملة الحكومة للاجئين الفيتناميين. في عام 1995، وإنشاء مرصد حقوق الإنسان في هونج كونج بهدف تعزيز حماية أفضل لحقوق الإنسان في هونج كونج.  اليوم غالبية المحامين الذين يمثلون المواطنين والفئات الاجتماعية في دعاوى حقوق الإنسان والسياسة العامة على أساس ثابت في هونغ كونغ هم أيضًا أعضاء في الأحزاب السياسية أو مشاركين نشطين في الحركات الاجتماعية خارج المحاكم.
في هونغ كونغ، تقدم إدارة المساعدة القانونية التمويل للخدمات القانونية لأولئك الذين يجتازون اختبار الإمكانيات والجدارة.  سهّل مخططا المساعدة القانونية اللذان يعمل بهما، وهما مخطط المساعدة القانونية العادية (OLAS) ونظام المساعدة القانونية التكميلية (SLAS) ممارسة قانون المصلحة العامة من خلال تضييق عدم المساواة في الموارد بين المتقاضين المحرومين اقتصاديًا والحكومة. مع ذلك فإن المنظمات غير الحكومية والمنظمات الخيرية غير مؤهلة للحصول على مساعدة قانونية.  ساهمت المنظمات غير الحكومية والمنظمات الخيرية في فتح السبل للأشخاص الذين يستحقون العدالة ولكنهم يفتقرون إلى الاهتمام بالتوجه إلى المحاكم وساعدتهم في أن يصبحوا من مقدمي الالتماسات للحصول على العدالة.